# Алту-Жекитиба
Алту-Жекитиба (порт. Alto Jequitibá)  —  муниципалитет в Бразилии, входит в штат Минас-Жерайс. Составная часть мезорегиона Зона-да-Мата. Входит в экономико-статистический  микрорегион Маньюасу. Население составляет 9214 человек на 2006 год. Занимает площадь 152,737 км². Плотность населения — 60,3 чел./км².

## История
Город основан 12 декабря 1953 года.

## Статистика
- Валовой внутренний продукт на 2003 год составляет 22 742 499,00 реалов (данные: Бразильский институт географии и статистики).
- Валовой внутренний продукт на душу населения на 2003 год составляет 2564,85 реалов (данные: Бразильский институт географии и статистики).
- Индекс развития человеческого потенциала на 2000 год составляет 0,735 (данные: Программа развития ООН).

## География
Климат местности: горный тропический.